# Der Tiroler Wastl
Der Tiroler Wastl war ein antiklerikales, humoristisch-satirisches Wochenblatt, das von 1900 bis 1917 in Innsbruck erschien und wegen seiner scharfen und ausfallenden Schreibweise gefürchtet war. Herausgeber des Blattes war der Schriftsteller, Dramatiker, Buchdrucker und Journalist Rudolf Christoph Jenny.

## Namensgebung und Gründung
Der Tiroler Wastl ist der Inbegriff des biederen und hemdsärmeligen Tirolers, der mit seiner aufrechten Gesinnung und seinem tadellosen Verhalten höchsten moralischen Ansprüchen genügt. Die 1796 vom Bühnendichter Emanuel Schikaneder im gleichnamigen Singspiel geschaffene Kunstfigur war kein Possenreißer, sondern wusste sich durchzusetzen, war unternehmerisch, schlagfertig und mit viel Mutterwitz ausgestattet. Sie war wie geschaffen, die Devise der von Rudolf Christoph Jenny herausgegebenen Frei radikalen humoristisch-satirischen Sonntagsblätter für Politik, Kunst und Leben zu sein. Dass dem Wastl auch Argwohn gegen alles Fremde und eine bis zum Fanatismus emporsteigende Leidenschaft nachgesagt wurde, bestätigt diese Einschätzung mehr, als sie zu relativieren.
Rudolf Christoph Jenny, der in Innsbruck als Schriftsteller und Dramatiker wirkte und in der Leopoldstraße 12 einen Buchdruckereibetrieb führte, hat die ersten journalistischen Erfahrungen, die ihn zur Herausgabe einer eigenen Zeitung befähigten, bei den Innsbrucker Nachrichten erworben, wo er 1898 als Redakteur eine kurze, aber wirkungsvolle Tätigkeit entfaltete. 1899 beteiligte er sich an der Satirezeitschrift Der Scherer, der durch seine bissige Satire und kompromisslos deutschnational-liberale Rhetorik für die katholische Presse zum Feindbild geworden war. Wegen Unstimmigkeiten mit dessen Herausgeber Karl Habermann kam es aber schon nach wenigen Nummern zum Bruch und Jenny gründete seine eigene Zeitschrift, den Tiroler Wastl.
Das neue Wochenblatt wurde auf dem heimischen Zeitungsmarkt alles andere als freundlich empfangen: Noch während Jenny die Erstausgabe des Blattes für den 3. März 1900 vorbereitete, hatte eine Gruppe von Widersachern, die kirchlichen Kreisen zuzuordnen war, täuschend aussehende Abzüge des Tiroler Wastl verteilen lassen, in denen behauptet wurde, dass es sich bei diesem Druckerzeugnis um kein ernst zu nehmendes Presseprodukt, sondern nur um eine Schmähschrift in Form einer Faschingszeitung handle. Diese Aktion traf den Herausgeber völlig unvorbereitet, erzielte aber nicht die erhoffte Wirkung, sondern verstärkte nur noch die Entschlossenheit Jennys, in Tirol eine Zeitung nach der Machart des „Gumpoldskirchner Hansjörgl“ herauszugeben.

## Politische Ausrichtung, Inhalt und Form
Der Tiroler Wastl gehörte keiner bestimmten Partei an und war dennoch eine extrem kritische und streitbare politische Zeitschrift. Wirtschaftlich gesehen bedeutete die Unabhängigkeit des Blattes einen Konkurrenznachteil, andererseits war Jenny aber niemandem verpflichtet, sodass für ihn kaum ein Thema tabu war. Die Tatsache, dass er monarchietreu war und sich von den verdächtigen Parteien der Sozialdemokratie und den Alldeutschen abgrenzte, bewahrte ihn vor dem Verlust der Konzession, der bei einer Verurteilung wegen staatsfeindlicher Umtriebe gedroht hätte. Meist waren die Artikel gut recherchiert, sodass es für die vom Wastl Angegriffenen stets ein Wagnis war, sich auf einen Prozess mit seinem Herausgeber einzulassen, das dieser geradezu darauf wartete, vor Gericht den Wahrheitsbeweis antreten zu können.
"Der Tiroler Wastl will nicht Zwietracht säen, sondern das Gute im Menschen fördern und gegen Niedertracht und Schlechtigkeit auftreten", meinte ein wohlmeinender Kritiker des Blattes, verhehlte andererseits
aber auch nicht, dass „eine derbe Holzknechtfaust, die polternd auf den massiven Eichentisch niedersaust und ihren kräftigen Trumpf ausspielt, in einer Zeit des modernen Faustrechtes vielmehr am Platze ist, als höfliche Leisetreterei.“
Diese Faust bekam besonders der Papst und mit ihm die katholische Kirche zu spüren, die nach der Überzeugung Jennys durch und durch verrottet war. Es war daher das erklärte Ziel des Tiroler Wastl, das „schwarze System des widerchristlichen Ultramontanismus“ zu entlarven und das in die Irre geführte Volk durch Aufklärungsarbeit von den „Römlingen“ zu emanzipieren. Die Schärfe, mit der er seine Gegner attackierte, überstieg selbst die Ausdrucksform der aggressivsten Gazetten der Gegenwart. Religionsfeindlichkeit im eigentlichen Sinn war dem Tiroler Wastl dennoch nicht vorzuwerfen. Jenny selbst legte stets Wert auf die Feststellung, dass er „Christus als Gottesmensch“ ehre. Sein Kampf richtete sich nach eigener Darstellung nicht gegen die Kirche, sondern nur gegen die unwürdigen Träger des Priesterkleides. Themen, denen sich der Tiroler Wastl bei seinen Feldzügen gegen die Amtskirche mit Vorliebe widmete, waren: Die unbefleckte Empfängnis Marias, das fragwürdige Wunder von Lourdes, die Taufe mittels der Hohlnadel bei Gefahr des Absterbens der Leibesfrucht, und der Postenschacher in der Kirche im Mittelalter. Der Wastl beschränkte sich aber keineswegs darauf, der Amtskirche Fehler bei der Auslegung der heiligen Schrift vorzuwerfen, sondern griff auch aktuelle Skandale auf, wie etwa den Fall eines Mädchens, das gegen den Willen seiner Eltern in einem Nonnenkloster festgehalten wurde, oder die sexuelle Belästigung von Minderjährigen durch Ordensgeistliche.

## Die Reaktion konservativer Blätter auf die Angriffe des Tiroler Wastl und juristische Auseinandersetzungen
Die konservative Presse ihrerseits ließ keine Gelegenheit aus, den unliebsamen Konkurrenten in der Öffentlichkeit zu diskreditieren. Besondere Wellen schlug ein Artikel, der nach der Zerstörung eines Wegkreuzes in den „Neuen Tiroler Stimmen“ und im „Tiroler Anzeiger“ erschienen war. Das Bemerkenswerte dabei war nicht die frevelhafte Tat an sich, sondern der Umstand, dass neben dem in Stücke geschlagenen Christus ein Exemplar des Tiroler Wastl gefunden wurde. Der Hinweis des für diesen Artikel verantwortlichen Schriftleiters, dass die ständigen Hetzkampagnen des Wastl jetzt offenbar auf fruchtbaren Boden gefallen seien, mündete in einen Gerichtsprozess, in dem die klerikale und antiklerikale Denkweise mit voller Wucht gegeneinander prallten. Nach einem äußerst mühsamen Verfahren, das sich über drei Tage hinzog, wurde die Klage Jennys schließlich mit der Begründung abgewiesen, dass eine Zeitung nicht beleidigt werden könne. Über dieses Urteil war Jenny dermaßen erbost, dass er den Verlauf des Prozesses in der Schrift: „Das schwarze System“ veröffentlichte. Dabei sparte er nicht an Kritik gegenüber dem Gericht und den Geschworenen, die er als unfähig bezeichnete. Diese Attacke gegen die Rechtsprechung blieb zwar ohne Konsequenz, dafür musste Jenny es aber immer wieder hinnehmen, dass sein Blatt von der Staatsanwaltschaft konfisziert wurde. Das war in den ersten zehn Jahren seines Bestehens „etliche dreißigmal“ (d. h. ungefähr dreißigmal) der Fall. Jenny vermutete bei jeder Beschlagnahme einen von den Konservativen initiierten Vernichtungsfeldzug: „Man hat versucht, mich durch fortwährende Konfiskationen aus der Welt zu schaffen. Das wäre den Pfaffen freilich angenehm gewesen, wenn ich aufgehört hätte zu sein, und es nicht möglich gewesen wäre, das Blatt zu halten.“
Jedes Gerichtsverfahren, das gegen den Tiroler Wastl geführt oder von diesem angestrengt wurde, wurde von der Bevölkerung mit großer Aufmerksamkeit verfolgt. Die bekanntesten Persönlichkeiten, die mit Jenny die juristische Klinge kreuzten, waren der Innsbrucker Rechtsanwalt Max Kapferer, der Vertreter der Volkshilfe Bregenz J. A. Greußing und der Direktor des Innsbrucker Stadttheaters Ferdinand Arlt. Die betreffenden Verfahren wurden – um ein Ausufern der Prozesskosten zu verhindern – nach zähem juristischen Ringen mit Vergleichen beendet. Dass der Tiroler Wastl ein sehr unangenehmer Prozessgegner war, war allgemein bekannt. Selbst wenn er einen Prozess verlor, konnte sich der Kläger selten über den errungenen Sieg freuen. So hatte beispielsweise der Schriftleiter der christlichsozialen „Tiroler Post“, den Jenny unverblümt einen „Schweinehund“ genannt hatte, zwar die Verurteilung des Beleidigers erwirken können, jedoch stellte der Richter in seinem Urteil auch fest, dass ein Amtsdiener durch einen in der Zeitung des Klägers erschienenen Artikel in den Selbstmord getrieben wurde.
Jenny, der selbstgerecht die Fehler anderer notierte, hat sich selbst über die Konsequenzen seiner Artikel nie Gedanken gemacht. Das bekam besonders der Schriftsteller Carl Techet zu spüren, der Ende Oktober 1909 durch die Veröffentlichung des Werkes „Fern von Europa – Tirol ohne Maske“ einen Literaturskandal ausgelöst hatte. Von allen Angriffen, die Techet über sich ergehen lassen musste, waren die Beschimpfungen im Tiroler Wastl die schlimmsten. Rudolf Christoph Jenny nannte den Verfasser nicht nur einen "Strolch der allerordinärsten Sorte", sondern hielt in seinem Fall sogar "Lynchjustiz" für angebracht.

## Die wirtschaftliche Lage und das Ende des Tiroler Wastl
Einem zeitgenössischen Bericht zufolge ist es dem Tiroler Wastl innerhalb kürzester Zeit gelungen, auf dem Tiroler Zeitungsmarkt Fuß zu fassen und tausende von treuen Freunden zu erwerben. Neueren Untersuchungen zufolge dürfte das Sonntagsblatt aber zu keiner Zeit eine Stückzahl von 800 Exemplaren überschritten haben. Die Diskrepanz zwischen den beiden Annahmen ist möglicherweise im Umstand zu suchen, dass der Wastl mehr gelesen als gekauft wurde. Jenny selbst war es ganz recht, wenn „diejenigen, die den Wastl schon gelesen haben, ihn an andere weitergeben und andere lesen lassen, die das gerne möchten, ihn aber nicht kaufen können“. Ihm ging es in erster Linie darum, seine Anliegen öffentlich zu machen, der wirtschaftliche Erfolg war für ihn Nebensache.
Als Schriftsteller und Inhaber einer Buchdruckerei hatte Jenny zwei weitere Standbeine, die ihm finanziell ausreichende Sicherheit hätten bieten können. Dass er mit seinem „Tiroler Wastl“ dennoch dem wirtschaftlichen Ruin entgegensteuerte, hatte viele Gründe. Ein Grund waren zweifellos die enormen Kosten, die ihm aus den zahllosen Gerichtsprozessen erwuchsen. Die Verluste, die mit der Konfiszierung ganzer Auflagen verbunden waren, taten ihr Übriges, um den Wastl in eine finanzielle Schieflage zu bringen. Um das Jahr 1910 waren bei Jenny schon erste Anzeichen von Resignation festzustellen: „Es hat mi oft genug verdrossen, dass der offizielle Freisinn mir so wenig bei meiner Arbeit hilft, und i hab mir a tiewetamal denkt (ein paar Mal gedacht): Häng den Dreschflegel an die Wand und kümmer´ di um nix mehr, was di selber nix angeht, denn Dei Arbeit ist ja dechter nur (ja doch nur) für die Katz!“
Auf Anraten seiner wenigen ihm verbliebenen Freunde setzte er sein Werk aber noch eine Weile fort. Drei Jahre später übergab er die Leitung an den Altkatholiken Ignaz Kutschera. Als er auch noch seine Druckerei verlor, begab er sich nach Wien, um dort eine neue Existenz aufzubauen. Aber der Versuch scheiterte. Rudolf Christoph Jenny, der 13 Jahre lang die Geschicke des Tiroler Wastl bestimmt hat und der Kunstfigur Schikaneders eine neue Bedeutung gegeben hat, starb 1917 verarmt in der steierischen Landeshauptstadt Graz, ohne dass man in Tirol besondere Notiz davon nahm.
Ab 1918 wurde der Tiroler Wastl mit dem Titel „Widerhall“, Tiroler Wochenschrift für Politik, Wirtschaftsleben und Kritik fortgesetzt und bis 1922 bei Wagner vertrieben.